# Marco Fidel Suárez
Pour les articles homonymes, voir Fidel Suárez et Suárez.
Marco Fidel Suárez, né le 23 avril 1855 à Hatoviejo, mort le 3 avril 1927 à Bogota, est un écrivain et homme d'État colombien. Il est président de la République de 1918 à 1921 en tant que membre du parti conservateur colombien.